# Glodeanu-Siliștea
Glodeanu-Siliștea è un comune della Romania di 4 161 abitanti, ubicato nel distretto di Buzău, nella regione storica della Muntenia.
Il comune è formato dall'unione di 8 villaggi: Casota, Cîrligu Mare, Cîrligu Mic, Corbu, Cotorca, Glodeanu-Siliștea, Sat Nou, Văcăreasca.